# Rafa Mir
Rafael Mir, né le 18 juin 1997 à Murcie en Espagne, est un footballeur espagnol qui évolue au poste d'avant-centre à l'Elche CF, en prêt du Séville FC.

## Biographie

### Formation et débuts au Valencia CF
Rafa Mir voit le jour le 18 juin 1997 dans la ville de Murcie en Espagne. Fils du footballeur Magín Mir (en), il est rapidement attiré par le football et commence par pratiquer le futsal au CD Javalí Nuevo. En 2006, Mir intègre le centre de formation d'ElPozo Murcie où son sens du but fait mouche avec 120 réalisations. Après un passage de deux ans, de 2007 à 2009, au Ranero CF, il rejoint La Masia du FC Barcelone. Mir finit sa formation au Valencia CF, rejoint en 2012. Prolifique avec les équipes jeunes, il est pressenti pour réussir dans le monde du football professionnel.
Mir est convoqué par Curro Torres avec l'équipe B en 2015. Le 1er mars 2015, il fait ses débuts senior en remplaçant Wilfried Zahibo lors d'une défaite 2-1 contre L'Hospitalet en Segunda División B. Six jours plus tard, encore entré en jeu en fin de match, Mir marque un but entérinant la victoire 2-0 face au CF Badalona.
Il fait ses débuts avec l'équipe première le 24 novembre 2015 en étant titularisé contre le Zénith Saint-Pétersbourg en Ligue des champions mais Valencia est défait 2-0.
Mir découvre la Liga le 22 août 2016 en remplaçant Enzo Pérez contre l'UD Las Palmas (défaite 2-4). En parallèle de son intégration progressive avec les professionnels, Mir continue de jouer avec la réserve. Il marque neuf buts et délivre cinq passes décisives durant la saison 2016-17 alors que Mestalla dispute les barrages d'accession à la Segunda División.
La saison suivante est celle de l'explosion pour Mir qui empile les buts, totalisant 15 réalisations en 19 rencontres à la mi-saison. Ses performances sont en contraste avec sa difficulté à s'imposer avec l'équipe première, totalisant huit matchs en deux saisons.

### Signature à Wolverhampton et prêts
En janvier 2018, Mir s'engage en faveur du club anglais de Wolverhampton Wanderers FC pour un montant non dévoilé,.
Le 23 juillet 2018, Mir est prêté à l'UD Las Palmas.
Le 30 juillet 2019, Mir est prêté à Nottingham Forest.
Il fait ses débuts en Championship le 3 août suivant, remplaçant Tiago Silva lors d'une défaite 1-2 contre West Bromwich. La journée suivante, Mir délivre une passe décisive à Lewis Grabban permettant à Nottingham d'obtenir un nul 1-1 sur le terrain de Leeds United. L'attaquant effectue une nouvelle passe à l'occasion d'un succès 3-0 contre Derby County en League Cup. Mir démarre son premier match en championnat le 20 octobre contre Wigan. Avec treize rencontres sans trouver le chemin des filets à la trêve hivernale, l'avenir du joueur est incertain en Angleterre.

### SD Huesca
Mir rejoint la SD Huesca le 14 janvier 2020 dans le cadre d'un prêt s'étendant jusqu'en juin 2021 avec option d'achat.
Mir est titulaire lors de son premier match le 19 janvier qui se solde par un nul 1-1 contre le Real Oviedo en Segunda División. La journée suivante, il marque un but contribuant à un succès 2-1 face au CD Lugo. Le 17 juillet, il inscrit un doublé et délivre une passe à Shinji Okazaki lors d'un succès 3-0 contre le CD Numancia. Cette victoire permet à Huesca de remonter en première division un an après sa relégation. Le club aragonais finit champion de Segunda, grâce à une avance d'un point sur Cádiz. Mir, auteur de 9 buts en championnat, participe grandement au premier titre de l'histoire de Huesca.
Le 13 septembre 2020, Mir est titulaire pour le premier match de la saison de Huesca en Liga contre le Villarreal CF (1-1). Il marque son premier but le 18 octobre et permet d'obtenir un nul 2-2 à domicile face au Real Valladolid.

### Séville FC
Le 20 août 2021, il signe un contrat de 6 ans au Séville FC en provenance de Wolverhampton pour un montant d'une valeur de 16 millions d'euros.

### Prêt au Valencia CF
Le 11 juillet 2024, Mir fait son retour au Valencia CF en prêt.

### En équipe nationale
Avec les espoirs, il inscrit cinq buts en quatre matchs lors des éliminatoires du championnat d'Europe espoirs 2019. Il inscrit notamment un doublé contre l'Islande le 16 octobre 2018.
Le 31 juillet 2021, entré sur le terrain à la 92e minute lors du quart-de-finale des Jeux olympiques face à la Côte d'Ivoire, alors que l'Espagne est menée 2 à 1, Rafa Mir inscrit le but de l'égalisation à la 93e minute, avant d'inscrire deux autres buts pendant les prolongations (victoire de l'Espagne 5 à 2).

## Statistiques
| Saison                | Club                     | Championnat           | Championnat | Championnat | Championnat | Coupe nationale | Coupe nationale | Coupe nationale | Coupe de la Ligue | Coupe de la Ligue | Coupe de la Ligue | Compétition(s) continentale(s) | Compétition(s) continentale(s) | Compétition(s) continentale(s) | Compétition(s) continentale(s) | Autres compétitions | Autres compétitions | Autres compétitions | Autres compétitions | Total | Total | Total |
| Saison                | Club                     | Division              | M.          | B.          | P.d.        | M.              | B.              | P.d.            | M.                | B.                | P.d.              | Comp.                          | M.                             | B.                             | P.d.                           | Comp.               | M.                  | B.                  | P.d.                | M.    | B.    | P.d.  |
| 2014-2015             | Valencia Mestalla        | Primera Federación    | 4           | 1           | 0           | -               | -               | -               | -                 | -                 | -                 | -                              | -                              | -                              | -                              | -                   | -                   | -                   | -                   | 4     | 1     | 0     |
| 2015-2016             | Valencia Mestalla        | Primera Federación    | 2           | 0           | 0           | -               | -               | -               | -                 | -                 | -                 | -                              | -                              | -                              | -                              | -                   | -                   | -                   | -                   | 2     | 0     | 0     |
| 2016-2017             | Valencia Mestalla        | Primera Federación    | 29          | 8           | 5           | -               | -               | -               | -                 | -                 | -                 | -                              | -                              | -                              | -                              | BR                  | 6                   | 1                   | 0                   | 35    | 9     | 5     |
| 2017-2018             | Valencia Mestalla        | Primera Federación    | 19          | 15          | 0           | -               | -               | -               | -                 | -                 | -                 | -                              | -                              | -                              | -                              | -                   | -                   | -                   | -                   | 19    | 15    | 0     |
| Sous-total            | Sous-total               | Sous-total            | 54          | 24          | 5           | -               | -               | -               | -                 | -                 | -                 | -                              | -                              | -                              | -                              | -                   | 6                   | 1                   | -                   | 60    | 25    | 5     |
| 2015-2016             | Valencia CF              | LaLiga                | -           | -           | -           | 1               | 0               | 0               | -                 | -                 | -                 | C1+C3                          | 1+1                            | 0                              | 0                              | -                   | -                   | -                   | -                   | 3     | 0     | 0     |
| 2016-2017             | Valencia CF              | LaLiga                | 2           | 0           | 0           | 3               | 0               | 0               | -                 | -                 | -                 | -                              | -                              | -                              | -                              | -                   | -                   | -                   | -                   | 5     | 0     | 0     |
| Sous-total            | Sous-total               | Sous-total            | 2           | 0           | 0           | 4               | 0               | 0               | -                 | -                 | -                 | -                              | 2                              | 0                              | 0                              | -                   | -                   | -                   | -                   | 8     | 0     | 0     |
| 2017-2018             | Wolverhampton Wanderers  | Championship          | 2           | 0           | 0           | 2               | 0               | 0               | -                 | -                 | -                 | -                              | -                              | -                              | -                              | -                   | -                   | -                   | -                   | 4     | 0     | 0     |
| 2018-2019             | UD Las Palmas (prêt)     | LaLiga 2              | 30          | 7           | 1           | -               | -               | -               | -                 | -                 | -                 | -                              | -                              | -                              | -                              | -                   | -                   | -                   | -                   | 30    | 7     | 1     |
| 2019-2020             | Nottingham Forest (prêt) | Championship          | 11          | 0           | 1           | -               | -               | -               | 2                 | 0                 | 1                 | -                              | -                              | -                              | -                              | -                   | -                   | -                   | -                   | 13    | 0     | 2     |
| 2019-2020             | SD Huesca (prêt)         | LaLiga 2              | 18          | 9           | 1           | -               | -               | -               | -                 | -                 | -                 | -                              | -                              | -                              | -                              | -                   | -                   | -                   | -                   | 18    | 9     | 1     |
| 2020-2021             | SD Huesca (prêt)         | LaLiga                | 38          | 13          | 1           | 1               | 3               | 0               | -                 | -                 | -                 | -                              | -                              | -                              | -                              | -                   | -                   | -                   | -                   | 39    | 16    | 1     |
| Sous-total            | Sous-total               | Sous-total            | 56          | 22          | 2           | 1               | 3               | 0               | -                 | -                 | -                 | -                              | -                              | -                              | -                              | -                   | -                   | -                   | -                   | 57    | 25    | 2     |
| 2021-2022             | Séville FC               | LaLiga                | 35          | 10          | 0           | 3               | 2               | 0               | -                 | -                 | -                 | C1+C3                          | 6+3                            | 1+0                            | 1+0                            | -                   | -                   | -                   | -                   | 47    | 13    | 1     |
| 2022-2023             | Séville FC               | LaLiga                | 26          | 6           | 0           | 4               | 1               | 1               | -                 | -                 | -                 | C1+C3                          | 3+3                            | 1+0                            | 0+0                            | -                   | -                   | -                   | -                   | 36    | 8     | 1     |
| 2023-2024             | Séville FC               | LaLiga                | 15          | 2           | 0           | 4               | 1               | 1               | -                 | -                 | -                 | C1                             | 2                              | 0                              | 0                              | SU                  | 1                   | 0                   | 0                   | 22    | 3     | 1     |
| Sous-total            | Sous-total               | Sous-total            | 76          | 18          | 1           | 11              | 4               | 1               | -                 | -                 | -                 | -                              | 17                             | 2                              | 1                              | -                   | 1                   | 0                   | 0                   | 105   | 24    | 3     |
| 2024-2025             | Valencia CF (prêt)       | LaLiga                | 20          | 1           | 2           | 2               | 1               | 0               | -                 | -                 | -                 | -                              | -                              | -                              | -                              | -                   | -                   | -                   | -                   | 22    | 2     | 2     |
| Total sur la carrière | Total sur la carrière    | Total sur la carrière | 251         | 72          | 12          | 20              | 8               | 1               | 2                 | 0                 | 1                 | -                              | 19                             | 2                              | 1                              | -                   | 7                   | 1                   | 0                   | 299   | 83    | 15    |

## Palmarès

### En club (3)
Wolverhampton Wanderers FC (1)
- Vainqueur de la Championship en 2018

 SD Huesca (1)
- Vainqueur de la LaLiga 2 en 2020

 Séville FC (1)
- Vainqueur de la Ligue Europa en 2023
- Finaliste de la Supercoupe de l'UEFA en 2023.

### En sélection (1)
Équipe d'Espagne Espoirs  (1)
- Vainqueur de l´Euro Espoirs en 2019

 Équipe d'Espagne Olympique 
- Médaille d'argent aux Jeux olympiques de Tokyo  en 2021.